# Partit Nacional Democràtic d'Etiòpia
Partit Nacional Democràtic d'Etiòpia/Ethiopian National Democratic Party (ENDP) és un partit polític d'Etiòpia format el 1994 per la unió de cinc grups pro-govern, sota direcció de Nebiyu Samuel: 
- Ethiopian Democratic Organization (EDO)
- Ethiopian Democratic Organization Coalition (EDOC)
- Gurage People's Democratic Front (GPC)
- Kembata People's Congress (KPC)
- Wolaita People's Democratic Front (WPDF)

El 1995 fou l'únic partit panetíop que va aconseguir representació, si bé un sol diputat.
Wondwosen Teshome l'anomena Moviment Nacional Democràtic d'Etiòpia, que segurament fou el nom emprat per les eleccions del 1995, nom que hauria canviat després a partit amb la unificació dels cinc grups. El 2000 va aconseguir 8 diputats. S'oposava al dret de secessió dels estats per por d'una descomposició d'Etiòpia. Es va distanciar del govern i acostar a l'oposició sent membre de la Coalició per la Unitat i la Democràcia, i ja no va tornar a estar representat.
El juny de 2011 fou detingut el seu president Zerihun Gebre-Egziabher i el setembre de 2011 el secretari general, Zemene Molla, també fou arrestat a Addis Abeba.